# Hugo Lous Mohr

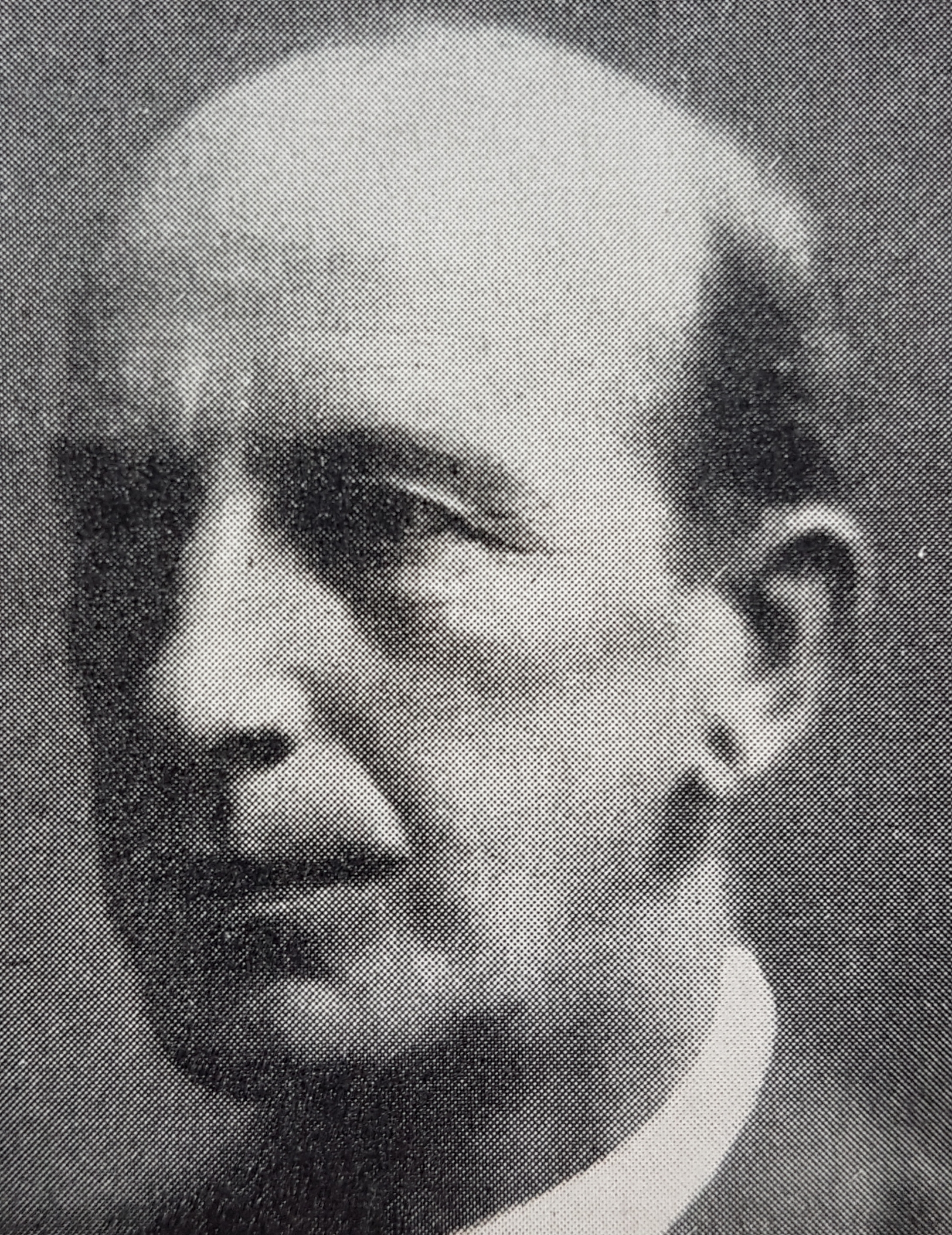
Hugo Lous Mohr (1889–1970)

Hugo Lous Mohr (* 27. September 1889 in Mandal (Vest-Agder); † 20. Februar 1970 in Oslo) war ein norwegischer Maler des Expressionismus. Sein bekanntestes Werk sind die Deckenmalereien in der Osloer Domkirche. Sie sind mit 1500 m² die größten in Norwegen und wurden 1935–1950 in Eitempera auf Holz gemalt. Mohr lebte mehrere Jahre in Volda (Møre og Romsdal) und schuf dort eine Reihe von ausdrucksstarken Darstellungen der Landschaft und des Arbeitslebens. Er malte einfühlsame Porträts von Kindern und berühmten Personen der Geschichte.

## Leben und Werk

### Familie
Hugo Lous Mohr war das vierte von acht Kindern des späteren Pfarrers Olaf Eugen Mohr (1856–1933) und der Jeanette Lous (1869–1942). Der Vater war seit 1882 Katechet in Mandal, wurde 1897 Direktor der Missionsschule in Stavanger und schließlich 1907 Gemeindepfarrer der Johanneskirche in Bergen. Die Mutter war Musiklehrerin.
Die Volkszählungen wiesen folgende Wohnadressen der Familie Mohr aus: Mandal ladested, Grandsegaden (1891), Stavanger kjøpstad, Missjonskolen (1900), Bergen kjøpstad, Parkvei Store 35, 1. Stock (1912).
Hugos Geschwister hießen: Kirsten Lous (* 1884), Otto Lous (* 1886), Frithjof Georg Lous (* 1888), Marie Lous (* 1892), Anna Lous (* 1895), Gustav Braathen Lous (* 1898), Bjarne Lous (* 1901). Sie waren alle begabt: „all musical and with scattered interests: science, music, visual arts, literature and adventure travel and farming life in Africa.“
Otto Lous Mohr wurde Genetiker, Hochschulprofessor und Wissenschaftspolitiker und war mit Tove Kathrine, der Tochter von Kai und Katti Anker Møller verheiratet. Marie Lous Mohr wurde Pädagogin und setzte sich für den Frieden ein. Anna wurde wie ihr Ehemann Architektin und lebte unter dem Namen Anna Branzell in Schweden. Bjarne Lous Mohr arbeitete ebenfalls als Architekt und war Hochschulprofessor.
Hugo Lous Mohr heiratete in Paris am 6. August 1919 Elna Cecilie Faye (* 18. April 1895 in Bergen; † 6. Januar 1969 in Oslo), die Tochter des overrettssakfører (Senior-Rechtsanwalt mit dem Klagerecht vor allen Gerichten) Jørgen Breder Faye (1869–1922) und der Anna Elisabeth Gamborg (1871–1950) und zugleich die Enkelin des Bankiers Jørgen Breder Faye (1823–1908). Durch diese Ehe wurde Hugo zum Schwager des Juristen und Anthroposophen Christian Smit (1886–1960), der Elnas ältere Schwester Lily geheiratet hatte.
Das Ehepaar Moor hatte zwei Söhne: Jan Gunnar Faye Mohr (1921–2009) wurde wie sein Onkel Otto Genetiker und Hochschulprofessor. Bjart Faye Mohr (* 1925) wirkte wie der andere Onkel Bjarne als Architekt und war mit der Keramikerin Anne-Marie Backer (1928–2005) verheiratet.

### Ausbildung

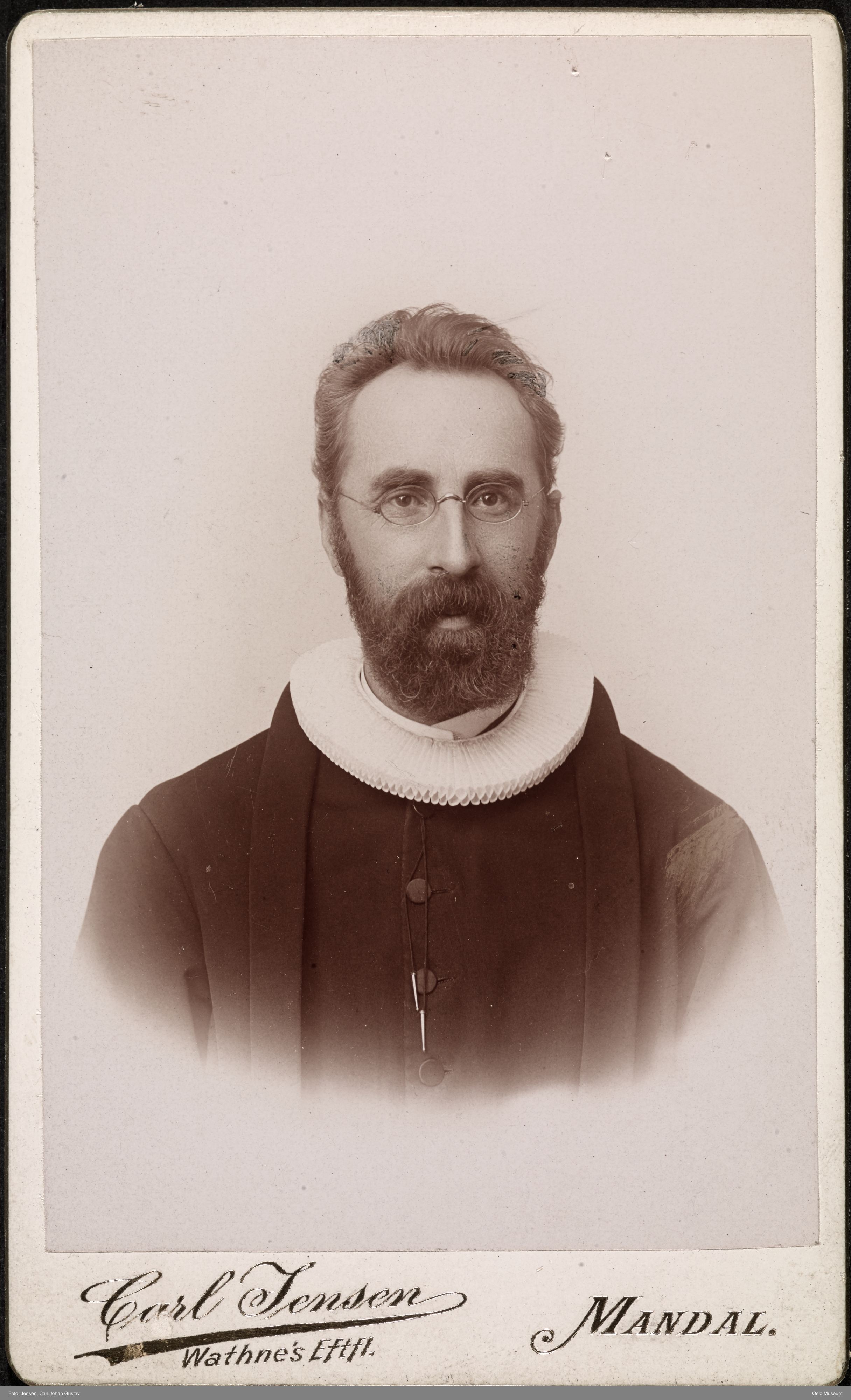
Olaf Eugen Mohr (1856–1933), Foto um 1890

Hugo Lous Mohr wuchs in Mandal und Stavanger auf. 1907 legte Hugo an der Kongsgård skole (Domschule Stavanger) sein Examen artium (Abitur) ab. Er „interessierte sich für Literatur und Musik und wollte gerne malen“. Er entschied sich jedoch für „a quick course of study“, nämlich das Studium der Volkswirtschaftslehre in Kristiania, das er 1911 mit dem Eksamen statsøkonomi abschloss. Als fertiger cand. oecon. arbeitete er als Sekretär in den norwegischen Generalkonsulaten, zunächst in Hamburg, dann in St. Petersburg. (Dafür wurde ihm am 11. Mai 1912 von der Bergener Polizei ein Reisepass ausgestellt.) Bei Ausbruch des Krieges 1914 kehrte er nach Norwegen zurück.
Im Jahre 1915 begann Hugo Lous Mohr ernsthaft zu malen. 1916–1918 wurde er von Henrik Sørensen an dessen Malschule in Kristiania unterrichtet. Sørensen hatte einen große Wirkung auf seinen späteren Stil, aber auch (eine etwas geringere) Oluf Wold-Torne.
Nach dem Kriegsende ging Mohr für drei Jahre nach Paris, „wo er Matisses farbenfrohe Flächengemälde und Derains kultivierte Form kennenlernte, die beide einen großen Einfluss auf ihn hatten.“ Ein Abstecher nach Madrid und Toledo machte ihn 1920 mit den Werken von El Greco bekannt, dessen „kühne, expressive Formensprache und Farbgebung einen tiefen Eindruck auf ihn machten.“
Während seines Aufenthalts in Paris (1918–1921 und erneut 1924–1925) hatte er keine Lehrer, sondern bildete sich autodidaktisch weiter. Künstlerische Impulse erhielt er während der 1920er Jahre auch durch seine Studienreisen (Italien, Spanien, Deutschland, Niederlande, Belgien). Italien besuchte er erneut 1939 und 1948.

### Debüt
Im Herst 1921 kehrte Hugo Lous Mohr nach Kristiania zurück und veranstaltete im Kunstnerforbundet seine erste Einzelausstellung, die auf großes Interesse stieß. Unter den ausgestellten Bildern waren das Doppelporträt zweier Frauen vor einer expressiv vereinfachten Berglandschaft (1920), suggestive Idealportraits von Dostojewski „in erdfarbenem Kolorit vor einer stilisierten, düsteren Landschaft“ bzw. von Bach vor hoch aufragenden Orgelpfeifen (1921), die Neuinterpration von Giovanni Bellinis Pietà aus der Brera (1921).
Mohrs Bilder „bestachen durch ihren unverwechselbaren Tonfall von Traum und Mystik und eine Farbgebung, die eher von einem heftigen Ausdruckswillen als von koloristischer Harmonie geprägt war“. Die Verschiedenheit der Einflüsse durch die zeitgenössischen französischen Maler, die spätmittelalterliche und manieristische Malerei, war sichtbar, aber im Bildkonzept gut integriert. „The debut exhibition in 1921 – he was then 32 years old – showed the many impulses, but also a willingness to give an idea and a spiritual content clear visual form. In all these pictures we sense the future monumental painter.“

### Johanneskirche in Bergen

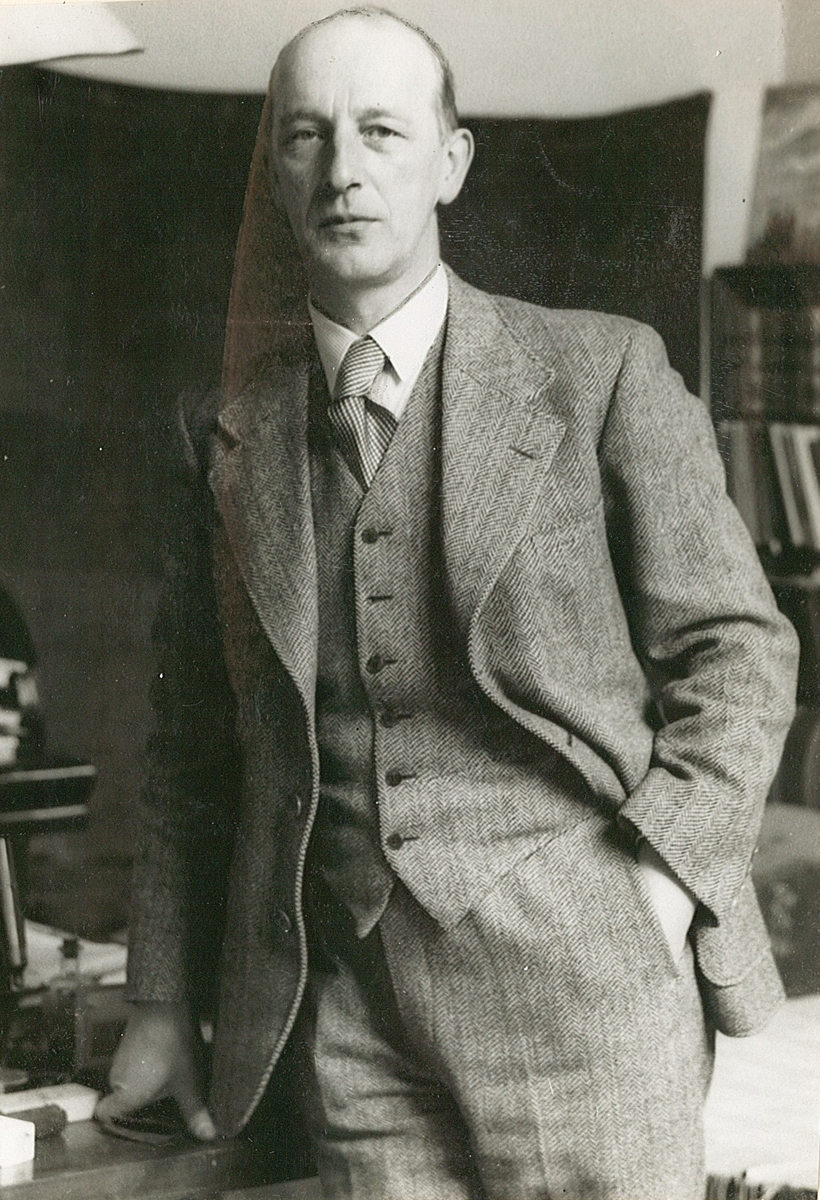
Hugo Lous Mohr, um 1930

Nach der Ausstellung reiste Mohr 1921–1922 nach Deutschland und Italien, wo er mit der Kunst von Matthias Grünewald und den Arbeiten der alten italienischen Freskenmaler wie Giotto und Piero della Francesca vertraut wurde. Vor dem Hintergrund dieser Eindrücke begann er 1923 mit seinem ersten großen dekorativen Werk, der Rückwand im Festsaal des Gemeindehauses der St. Johanniskirche in Bergen (Beendet 1924).
„Das erste völlig moderne Fresko mit einem religiösen Motiv in Norwegen“ zeigt drei Szenen aus dem Leben Christi: im Mittelteil Christus, der den Frauen am Grab erscheint, in den Seitenteilen Maria mit dem Kind bzw. Christus am Kreuz. „In seinem ‚gotischen‘, nach oben strebenden, sanft gewellten Figurenstil drückt dieses Werk ein ekstatisches Gefühl aus, das uns auch in M.s späterer Kunst häufig begegnet.“ Während sich in diesem wogenden Stil die Inspiration durch Grünewald äußert, wird „in der gestreckten und bewegten Figurenkonzeption“ der Einfluss von El Greco bemerkbar. Der dreiteilige Wandschmuck „bildet in seiner Konzeption und Struktur eine Einheit, die für den engen Raum fast zu groß ist.“

### Jahre in Volda
Nach der Fertigstellung der Fresken reiste Mohr für ein Jahr erneut nach Paris und von dort im Sommer 1925 direkt nach Volda in Sunnmøre, wo er bis 1929 blieb. Dieser Aufenthalt brachte ihn in engen Kontakt mit der norwegischen Landschaft und der bäuerlichen Bevölkerung.
„Hier malte er Werke, die für seine Staffeleikunst zentral sind: Vater und Söhne, Herbstarbeit (beide 1926), Der Mäher (ca. 1927) und Getreideernte (1927).“ Sie „zeichnen sich durch die plastische Schwere und die ausgeprägten Bewegungen der Figuren und ein reiches, fließendes Oberlicht aus, das den Bildern oft eine fast sakrale Wirkung verleiht“. „Again we see how Mohr aims for the large architectural form, where the figures are built into a constructive system that lifts them out of the genre reportage and into the universal and symbolic – and perhaps a little heroic“.
Die Getreideernte gilt als Mohrs repräsentativstes Figurenbild der frühen Jahre. Sie erschien ab 1950 auf der Rückseite der 50-Kronen-Geldscheine der Nationalbank; Mohr selbst hat seine Vorlage für das Banknotenformat angepasst.
Die mächtige Gebirgslandschaft um Volda lieferte Mohr Motive für „eine Reihe monumental angelegter, persönlich geprägter Naturschilderungen“, darunter Tåken letter (Der Nebel lichtet sich, 1926) und Frosset fjell (Eingefrorener Berg, 1927). „The mountain motif in particular is something he constantly returns to later in life.“

### Volda Kirche

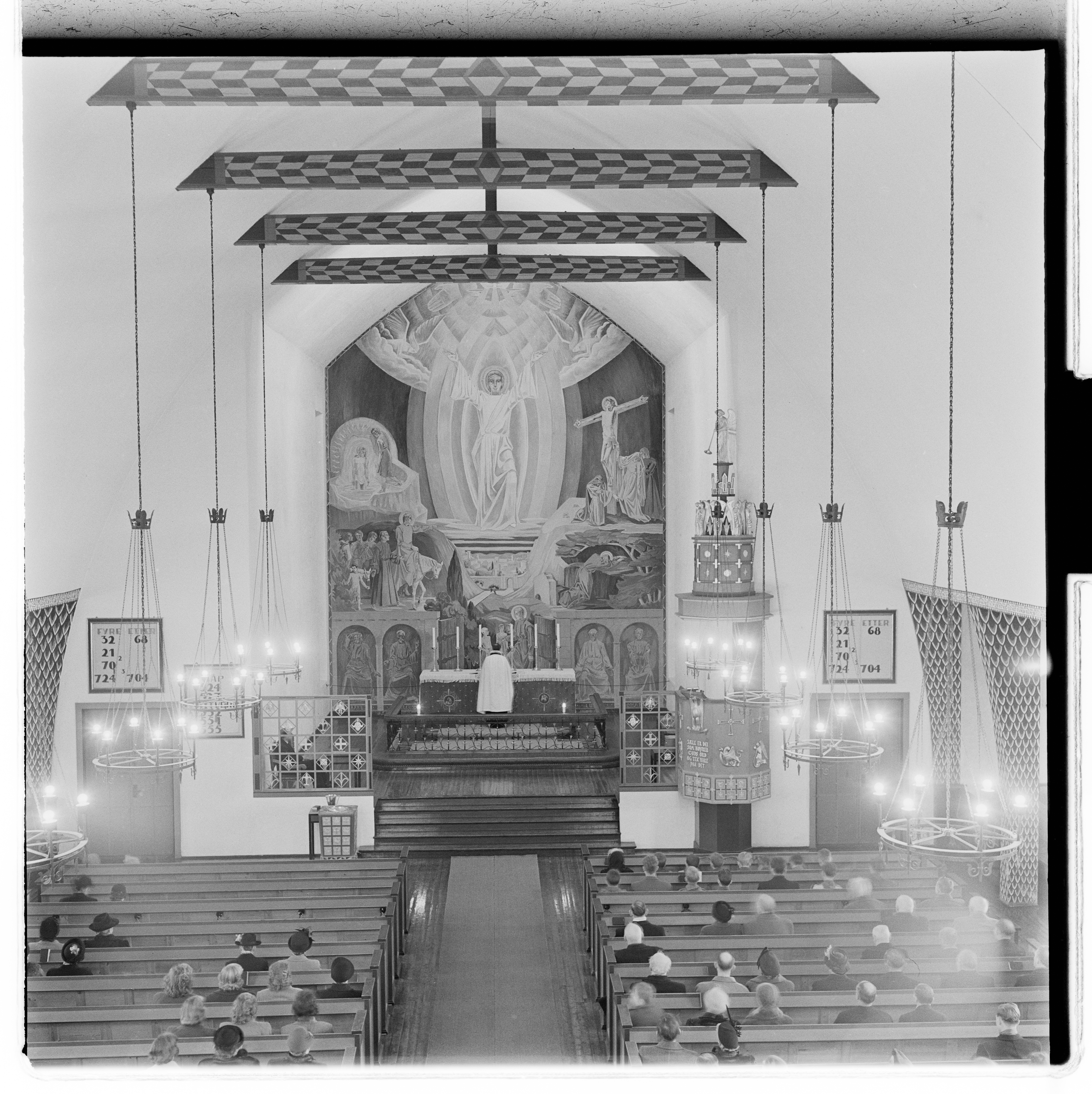
Volda Kirke, Foto 1953

1929 brannte die Kirche von Volda ab und sollte wieder aufgebaut werden. Hugo Lous Mohr trat für eine moderne, von Arnstein Arneberg entworfene steinerne Kreuzkirche ein, und er wurde vom Architekten mit der Ausmalung der 11 Meter hohen Rückwand des Chors beauftragt. Das war der Beginn einer jahrelangen Zusammenarbeit von Arneberg und Mohr. Das 1932 realisierte Fresko ist im Vergleich zu jenem in Bergen ruhiger gehalten. Zahlreiche kleine Figuren scharen sich um den aufragenden, soeben auferstandenen Christus in der Mandorla. Das Werk ist „angelegt in kräftigem Kolorit von strenger und konzentrierter Bildwirkung“.
In dieser Zeit realisierte Mohr weitere kleinere Ausmalungen, 1932 in der Ris Kirche in Oslo (Altarbild Christus und die kleinen Kinder) und 1934 in der Kristiansand Domkirche (Zwölf Apostelfiguren).

### Spätere Porträts und Landschaften
Seit ungefähr 1929 lebte Hugo Lous Mohr in Oslo, und zwar in der später eingemeindeten Vorortgemeinde Vestre Aker. „Now follows a period dominated by portraits, especially a series of ravishing children's portraits, where he interprets with insight and tenderness the child's open and at the same time secretive mind, where the personality prepares.“ Mohrs „Einfühlungsvermögen“ und seine „Ehrfurcht gegenüber den Modellen “ wurde noch dreißig Jahre später gewürdigt. (Arbeiderbladet, 1959). Beispiele für seine Kinderportäts sind Das junge Mädchen (1929), Jan (1929) und Bjart (1930, das Porträt seines fünfjährigen Sohnes). Frau Ingeborg Sejersted Bødtker (1933) ist sein bestes Frauenporträt.
In späteren Jahren malte er prominente Wissenschaftler und Unternehmer, deren Bildnisse meist nicht in Museen aufgehängt wurden, sondern an den Wirkungsstätten der Modelle verblieben. Zu diesen gehören die Rundfunkdirektoren Hermod Petersen (1934) und Arnold Ræstad (beide Norsk rikskringkasting), der Verleger Anders Grøndahl (1944, Oslo Sparebank), der Neurologe Georg Monrad-Krohn (1944, Rikshospitalet), Rektor Didrik Arup Seip (1948, Universität Oslo) und Egil Offenberg (1954, Norges Industriforbund).
Mohrs späte Landschaften „are freer and fresher, more carefree than the earlier ones.“ 1934 entstand eine monumentale Abbildung des Lomseggje, ein Berg bei Lom im Ottadalen. Während der Kriegsjahre hielt Mohr sich häufig in Telemark (Hjartdal und Flatdal in Seljord) auf und malte die Berge Skorve und Hjartdalsfossen. Ab den 1930er Jahren kam er fast jeden Sommer die Halbinsel Eftang am Larviksfjord. Das bedeutendste Eftang-Bild entstand 1959, es erinnert „in Kolorit und Pinselduktus z. T. an Pierre Bonnard“.
Von Mohr stammen auch die Illustrationen der sechs Bände des Lesebok for folkeskolen (Lesebuch für Volksschulen), die 1926–1929 von Nordahl Rolfsen herausgegeben wurden, und Abbildungen in Ingeborg Refling Hagens Novelle I skreddertimen (In der Schneiderstunde, 1930).

### Erlöserkirche

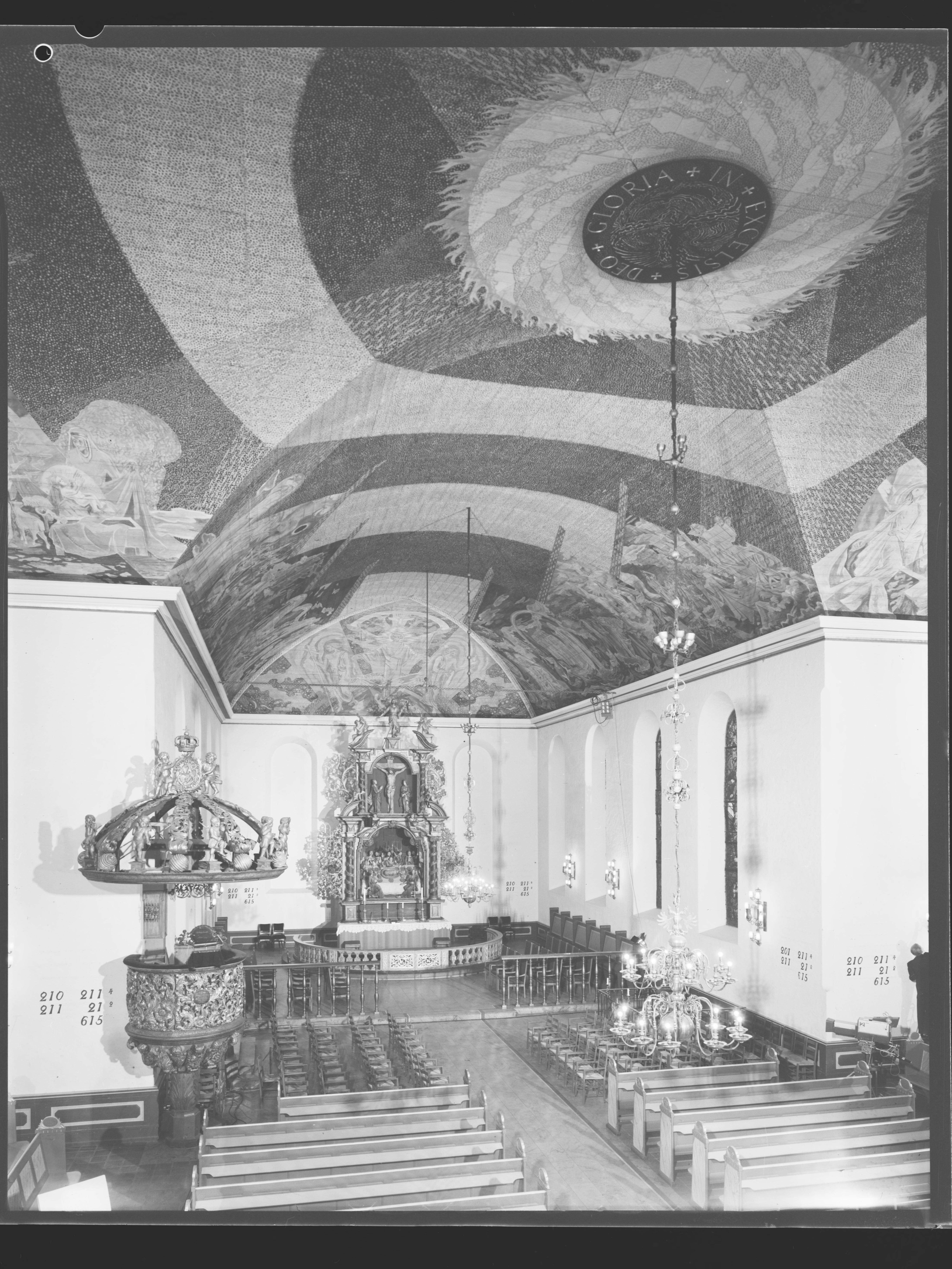
Osloer Dom, Foto 1973

1935 erhielt Hugo Lous Mohr den Auftrag, das Deckengewölbe der Vår Frelsers kirke (Erlöserkirche) zu dekorieren, und zwar in Eitempera direkt auf die alte Holzdecke, die bisher mit Wolkenbildern aus der Barockzeit bemalt war. Die Gestaltung der 1.500 Quadratmeter großen Fläche, die sich über 15 Jahre hinzog, war für Mohr eine logistische Anstrengung: „Während des Krieges musste er Hühner halten, um Eier für die Farbe zu bekommen! Im Winter war es in der Kirche zu kalt, und von 1936 bis 1950, als die Kirche als neue Kathedrale der Stadt eingeweiht wurde, verbrachte er die Sommer in einem behelfsmäßigen Dachgeschoss hoch über dem Boden.“
Die Malerei – „the largest of its kind in Norway and […] also unique in a European context“ – bedeckt die Kuppel und alle vier Kirchenschiffe. Im Zentrum, wo sich die Schiffe kreuzen, verströmt eine große Sonne (mit der Inschrift Gloria in excelsis Deo) ihr Licht, das das gesamte Gewölbe überflutet, bis zu den biblischen Geschichten in den vier Seitenschiffen.
Drei Seitengewölbe entsprechen je einer Person der Trinität. Das Chorgewölbe im Osten zeigt Christus als Schöpfergott im Universum, das Nordschiff den kämpfenden und siegreichen Christus, das Südschiff die Taufe Christi, bei der sich der Heilige Geist manifestiert. Das Westschiff ist mit Abbildungen der vier Evangelisten und von vier Propheten geschmückt. Am Übergang der Decke zur Wand spielen sich Szenen aus der biblischen Geschichte ab, dramatische wie die Sintflut, der Turmbau zu Babel, die Zerstörung von Sodom und Gomorra, und mildere, neutestamentarische, wie Christi Geburt und Begräbnis oder das Pfingstwunder.
„Form und Komposition sind in stark expressivem Stil ausgeführt, dominiert von hellgelben und roten Farbnuancen.“ „Das Werk hat eine klare Grundidee, aber die Ausführung ist uneinheitlich, die Zeichnung ist stellenweise unsicher und die Farbwirkung grell. Das Kolorit hat einen symbolischen Gehalt, der im Widerspruch zu den rein malerischen Werten steht.“
Die Arbeiten, die im Rahmen der Gesamtrenovierung des Innenraums der Kirche erfolgten, die von Arnstein Arneberg geleitet wurde, wurden im Herbst 1949 abgeschlossen. Im Folgejahr wurde – anlässlich der Feier des 900. Jahrestags der Stadt Oslo – die Kirche neu eingeweiht und sie trägt seitdem den Namen Oslo domkirke. Seit dem Ende der 1990er Jahre weist das Deckengewölbe starke Abplatzungen auf. Kirchenvorstand und Denkmalamt setzen sich für eine Restaurierung von Mohr's Werk ein.
Hugo Lous Mohr, der „Pionier der norwegischen kirchlichen Monumentalmalerei“, hat nach seinem Opus magnum noch weitere Kirchen ausgestattet, u. a. die Glemmen Kirche in Fredrikstad (1949, ein Christus im Universum), die Vang Kirche in Hamar (1955) und die
Dale Kirche in Vaksdal (1958).

## Ausbildung
(Quelle:)
- Examen artium 1907.[4]
- Eksamen statsøkonomi 1911.

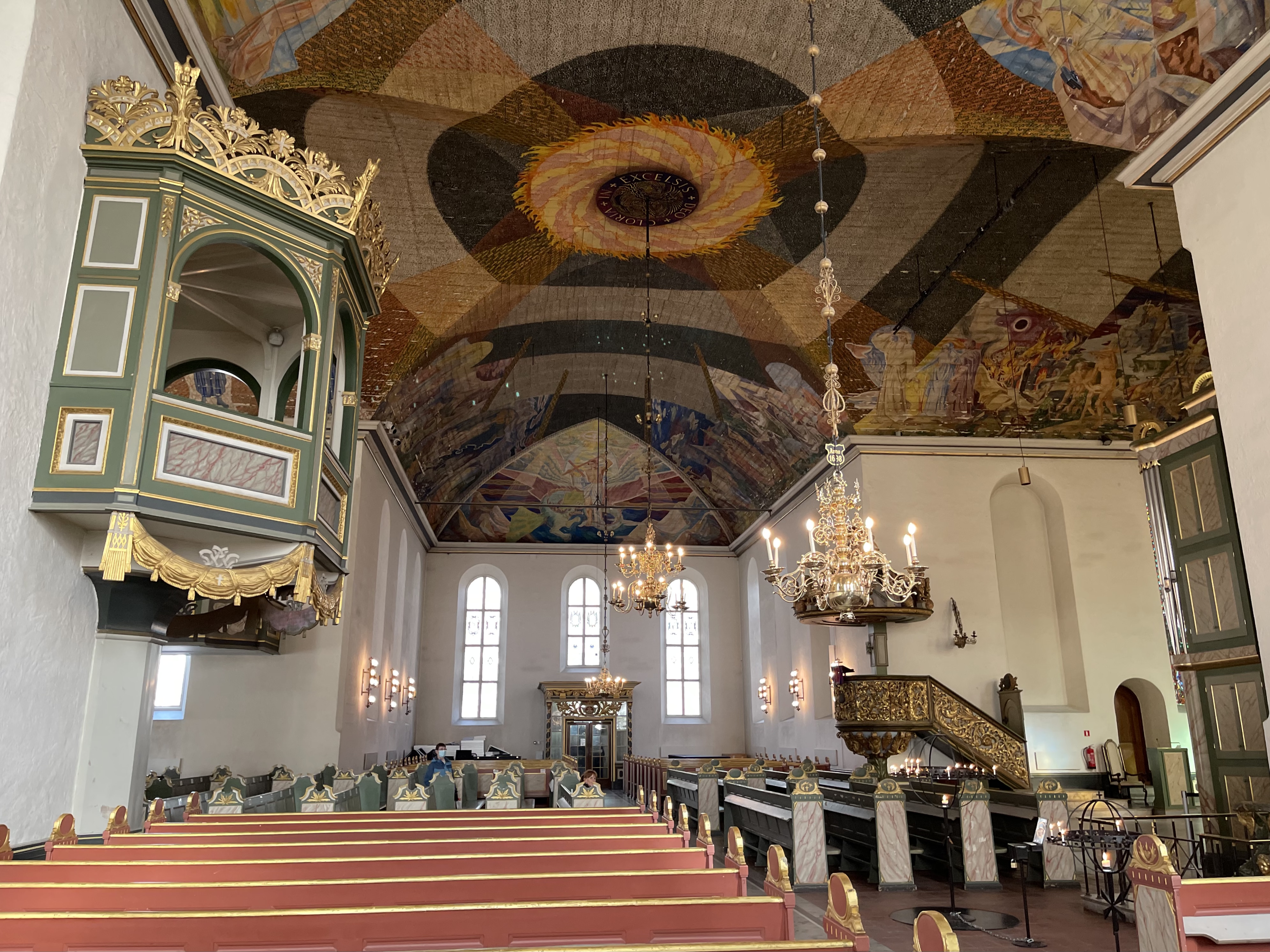
Osloer Dom, Foto 1973

- Henrik Sørensens Malschule, Kristiania 1916–1918.

## Stipendien und Auslandsaufenthalte
(Quelle:)
- Mohrs legat (Stipendium) 1924 und 1945.
- Wohnsitz in Paris 1918–1921 und 1924–1925.
- Studienreisen Spanien und Italien ca. 1920.
- Deutschland und Italien 1921–1922.
- Niederlande und Belgien 1924 und 1945.
- Italien 1939 und 1948.

## Mitgliedschaften
(Quelle:)
- Stimmrecht im Bildende Kunstneres Styre, Vorstandsmitglied 1931–1933, Ersatz-Vorstandsmitglied 1934–1945.
- Aufsichtsrat Kunstnernes Hus, Oslo 1946–1957.
- Vorstandsmitglied Kunstnerforbundet, Oslo 1944–1951, stellvertretender Vorsitzender 1944–1945.
- Vorsitzender des Rats und des Ankaufsausschusses der Nationalgalerie 1945–1948.
- Prüfer an der Statens Kunstakademi (heute: Kunsthochschule Oslo).
- Mitglied des Rathausausschusses und der Gemäldejury beim Rathauswettbewerb, Oslo 1937–1938.

## Preise und Auszeichnungen
- 3. Preis Stiklestad-Wettbewerb 1929.[17]
- Kongens fortjenstmedalje i gull (Königliche Verdienstmedaille in Gold), 1. Juli 1950.[24]
- Statens kunstnerlønn (Staatliches Künstlergehalt), ab 1952. (Betrag 1959: 8.000 NOK.)[25]
- Kommandeur des Sankt-Olav-Ordens, 18. Januar 1955, für seine Arbeit an der Dekoration des Osloer Doms.[24]

## Werke (Auswahl)

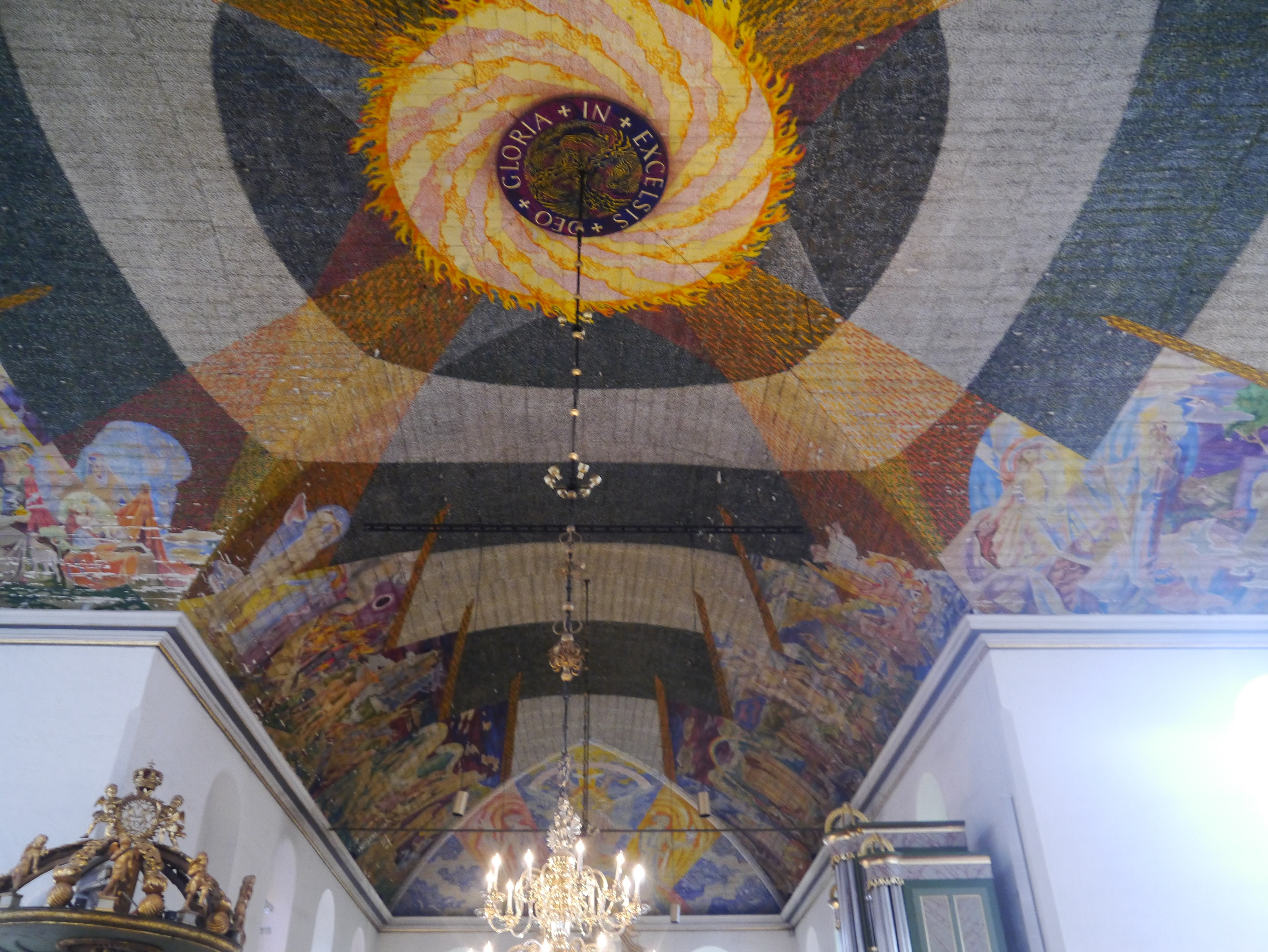
Osloer Dom, Foto 2012

(Quellen:)

### Wandmalereien
- Gemeindehaus der Johanneskirche, Bergen, 1923–1924.
- Volda Kirche, 1932.
- Ris Kirche, Oslo, 1932.
- Kristiansand Domkirche, 1934.
- Oslo Domkirche, 1935–1949.
- Hurum Gemeindehaus, 1946.
- Glemmen Kirche, Fredrikstad, 1949.
- M/S Leda, 1951.
- Provinzhaus (fylkeshus) Drammen, 1954.
- Vang Kirche, Ridabu, Hamar, 1955.
- Dale Kirche, Dale (Vaksdal), 1958.

### Wandteppiche
- 3 mal im Rathaus Oslo, 1947–1952.
- 3 mal im Rathaus Haugesund, 1953–1955.
- M/S Oslofjord, 1955.
- M/S Bergensfjord, 1955.

### Werke in Museen
- Nasjonalgalleriet, Oslo.
- Bergen Billedgalleri.
- Trøndelag Kunstgalleri, Trondheim.
- Moderna Museet Stockholm.
- Göteborgs konstmuseum.
- Malmö Museum.
- Arkivmuseet, Lund.
- Ateneum, Helsinki.
- Städtische Kunstsammlung Oslo (Oslo kommunes kunstsamlinger).

### Buchillustrationen
- Nordahl Rolfsen: Lesebok for folkeskolen. (Lesebuch für Volksschulen.) Bände 1–6, Dybwad, Oslo 1926–1929.
- Ingeborg Refling Hagen: I skreddertimen. (In der Schneiderstunde.) Aschehoug, Oslo 1930.
- Rückseite der 50 NOK-Banknote der Norges Bank (4. Ausgabe, ausgegeben 1950–1965): Kornskurd (Getreideernte, 1927; von Mohr selbst adaptiert.)[26]

### Eigener Text
- Vår Frelsers kirkes hvelv. (Das Gewölbe der Erlöserkirche.) in: St. Hallvard: illustrert tidsskrift for byhistorie, miljø og debatt. Selskabet for Oslo Byes Vel, 28. Jahrgang 1950, Seite 59–71.

## Ausstellungen

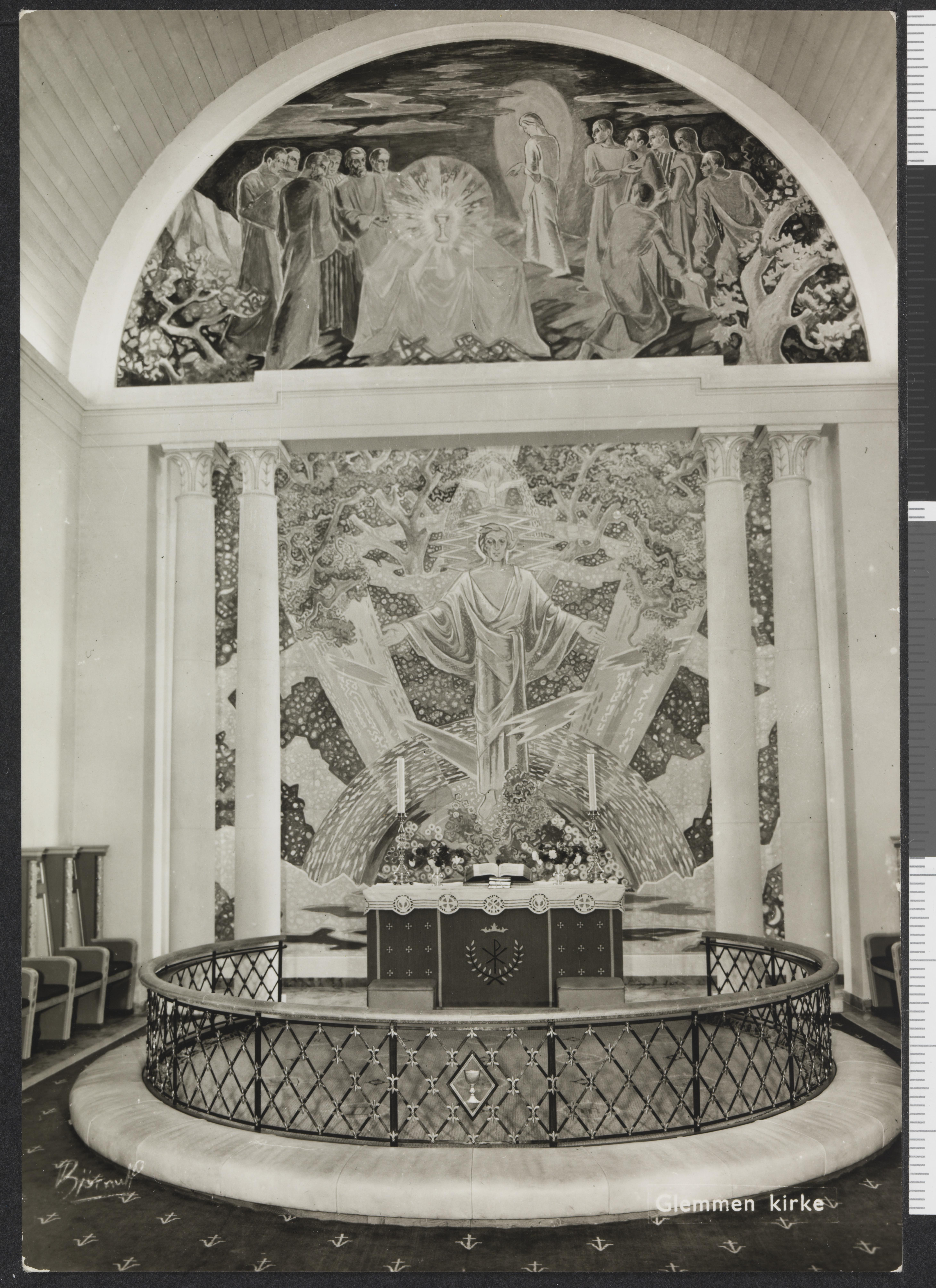
Glemmen Kirche, Fredrikstad, Foto 1950

(Quelle:)

### Einzelausstellungen
- Kunstnerforbundet, Oslo: 1921, 1926, 1929.
- Bergens Kunstforening, 1921.
- Hugo Lous Mohr: Tegninger (Zeichnungen): Nasjonalgalleriet, Oslo, Mai–Juni 1971.[27]
- Gedenkausstellung im Kunstnernes Hus, Oslo, 1978.

### Gemeinschaftsausstellungen (Auswahl)
- Høstutstillingen: 1927, 1930, 1933, 1935, 1939, 1940, 1945, 1947, 1951, 1952.
- Nordisk kunst: Göteborg 1923, Kiel 1929.
- Unionalen: Stockholm 1927, Oslo 1928, Kopenhagen 1931.
- Norsk utstilling: London 1928, Barcelona 1929, Wien 1931, Berlin/Zürich/Genf/Lübeck 1933, Riga 1934, New York 1936.
- Weltfachausstellung Paris 1937.
- Nyare norskt monumentalmåleri (Neue norwegische Monumentalmalerei), Stockholm, 1937.
- Norsk nutidskonst (Nordische Gegenwartskunst), Stockholm/Göteborg, 1951.
- Arte norueguesa (Norwegische Kunst), Rio de Janeiro, 1952 (anläßlich des 80. Geburtstags von König Haakon VII.)[20]

## Literatur

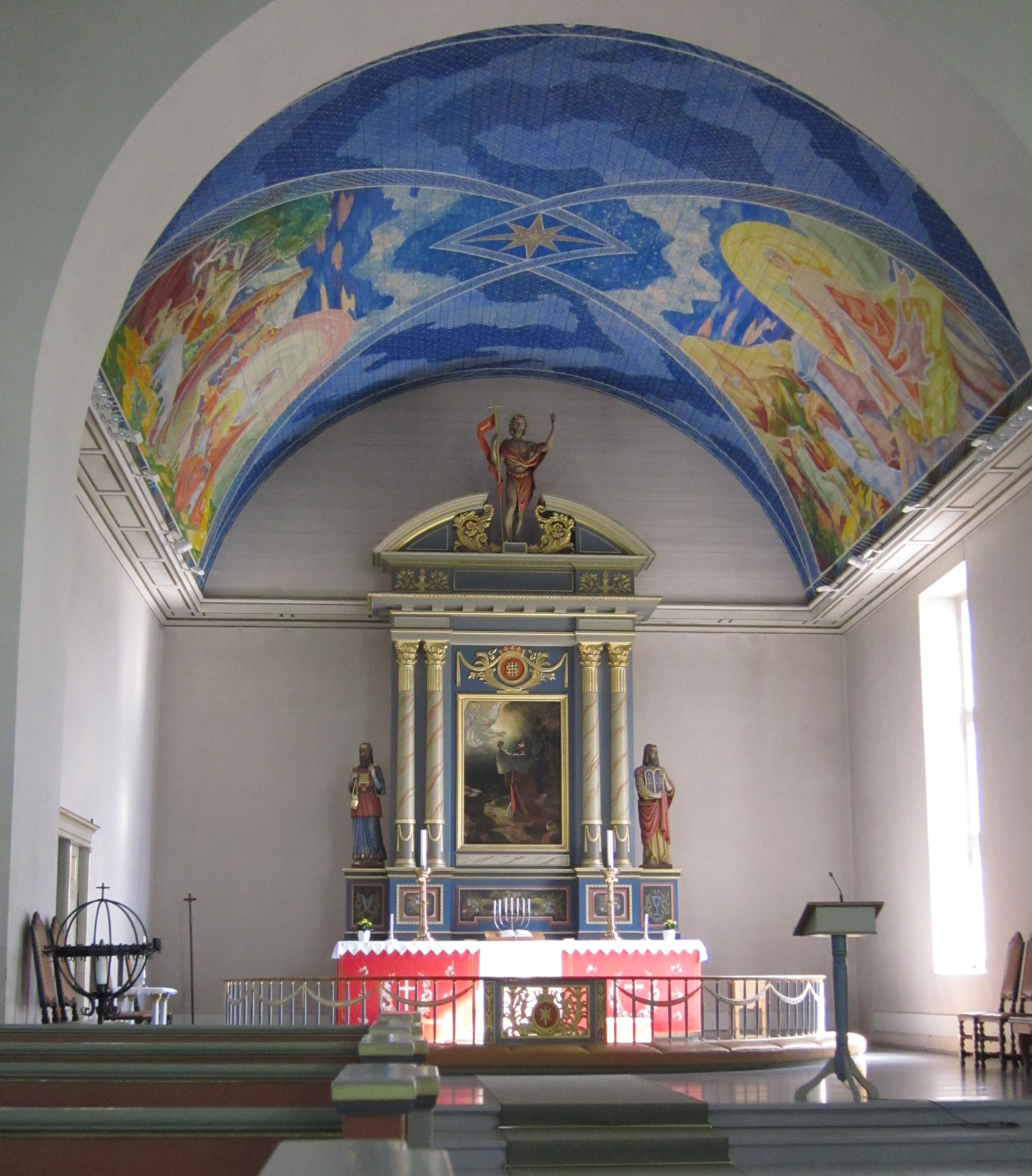
Vang Kirche, Hamar